# 클로즈 레인지
《클로즈 레인지》(영어: Close Range}는 2015년 개봉한 액션 범죄 영화이다.

## 출연
주연
- 스콧 앳킨스 : 콜튼 맥레디 역
- 닉 친런드 : 재스퍼 켈러웨이 역
- 케이틀린 키츠 : 안젤라 레이놀즈 역

조연
- 제이크 라 보츠 : 월트 레이놀즈 역
- 토니 페레즈 : 페르난도 가르시아 역
- 메디슨 로울러 : 헤일리 레이놀즈 역
- 크레이그 헨닝슨 : 파블로 역
- 우마르 칸 : 세스마 역
- 제레미 매리너스 : 크루즈 역